# The Emotions
The Emotions ist ein amerikanisches Gesangstrio, das zwischen 1969 und 1985 mit insgesamt 29 Singles sowie neun Alben in den Billboard R&B-Charts platziert war und zu den führenden weiblichen R&B-Acts der 1970er Jahre gehört. Am erfolgreichsten waren das Album Rejoice und die zugehörige Auskopplung Best of My Love, die 1977 jeweils Platz 1 der R&B-Charts erreichten und mit Platin ausgezeichnet wurden. Ein weltweiter Erfolg war Boogie Wonderland, ein Feature mit Earth, Wind and Fire, das 1979 im Vereinigten Königreich und den Vereinigten Staaten Goldstatus erlangte.

## Bandgeschichte
Die Gruppe bestand ursprünglich aus den drei Schwestern Jeanette, Sheila und Wanda Hutchinson, die bereits als Kinder Gospel sangen und durch regionale Auftritte ersten weltlichen Ruhm erlangten, bevor sie 1967 die Single I Can’t Stand No More Heart Aches beim Chicagoer Soullabel Brainstorm Records veröffentlichten. Daraufhin wechselte das Trio zu dem in Memphis ansässigen Label Volt, einer Tochtergesellschaft von Stax Records, und arbeitete mit den Produzenten Isaac Hayes und David Porter zusammen. Als der Titel So I Can Love You 1969 auf Platz drei der R&B-Charts stieg, waren die Sängerinnen noch Teenager. Das Album Untouched blieb zwar 1972 weitgehend unbeachtet, jedoch erreichten die Auskopplung Show Me How und das nicht auf dem Album befindliche My Honey and Me, eine Coverversion des Liedes von Luther Ingram, Top-20-Platzierungen in den R&B-Charts.
Nach einem Labelwechsel zu Columbia Records und der Verpflichtung des Produzenten Maurice White von Earth, Wind and Fire erschien 1976 das Album Flowers, das Platz fünf der R&B- sowie Platz 45 der Popcharts erreichte und eine Goldene Schallplatte erhielt. Der Titeltrack und die zweite Auskopplung I Don’t Wanna Lose Your Love stiegen in die R&B-Top-20, letzteres Lied außerdem auf Platz vier der Billboard Dance-Charts. 1977 folgte das Album Rejoice, das den endgültigen Durchbruch brachte. Die Platte kam auf Platz eins der R&B- sowie Platz sieben der Popcharts und wurde mit einer Platin-Schallplatte ausgezeichnet. Die Auskopplung Best of My Love, ein Nummer-eins-Hit in den R&B- und Popcharts, erhielt Platin und einen Grammy als beste R&B-Gesangsgruppe. Don’t Ask My Neighbors schaffte es wenig später in die R&B-Top-10. Im selben Jahr veröffentlichte Stax Records das zwischen 1972 und 1974 aufgenommene Album Sunshine, das ein kleinerer Erfolg wurde.
Mit Sunbeam stieg 1978 ein weiteres goldprämiertes Album in die Charts, die erfolgreichste Auskopplung Smile kletterte auf Platz sechs der R&B-Charts. 1979 kam es zur Zusammenarbeit mit Earth, Wind and Fire, der Band des Emotions-Produzenten White. Das gemeinsame Lied Boogie Wonderland wurde zum internationalen Hit und platzierte sich unter anderem in den Top 10 der UK-Charts sowie der US-R&B- und Popcharts, aber auch in den Top 30 in Deutschland. Die Emotions-Alben Come into Our World (1979) und New Affair (1981) konnten nicht an den Erfolg der Vorgänger anknüpfen und erreichte lediglich mittlere Chartränge. Daraufhin trennte sich die Gruppe von Maurice White. Mit den Alben Sincerely (1984) und dem bei Motown erschienenen If I Only Knew (1985) ließ der Erfolg weiter nach.
Sheila Hutchinson sang 1987 Feels Good to Feel Good, ein Feature mit dem Chicagoer Soulsänger Garry Glenn. Die jüngere Schwester Pam, die sich der Formation in den 1970er Jahren vorübergehend angeschlossen hatte und neben Wanda und Sheila auf dem Album Rejoice zu hören ist, wurde zur Jahrtausendwende festes Mitglied. Gemeinsam mit ihrer Schwester Jeanette sang sie 1990 im Background des Gospelsongs There’s No Greater Love der aus Los Angeles stammenden Sängerin Helen Baylor. Wanda und Jeanette Hutchinson sangen im selben Jahr auf dem Album Heritage von Earth, Wind and Fire.

## Besetzung
Gründungsmitglieder
- Jeanette Hutchinson (später Jeanette Hawes; * Februar 1951 in Chicago, Illinois)
- Wanda Hutchinson (später Hutchinson-Vaughn; * 17. Dezember 1951 in Chicago, Illinois)
- Sheila Hutchinson (später Hutchinson-Whitt; * 17. Dezember 1953 in Chicago, Illinois)

Spätere Mitglieder
- Pamela Hutchinson (* in Chicago, Illinois; † 2020) – 1977 und 2000
- Theresa Davis – 1972 bis 1974
- Adrianne Harris – nur 1985

## Diskografie

### Studioalben
| Jahr | Titel Musiklabel                         | Höchstplatzierung, Gesamtwochen, AuszeichnungChartplatzierungen (Jahr, Titel, Musiklabel, Platzierungen, Wochen, Auszeichnungen, Anmerkungen) | Höchstplatzierung, Gesamtwochen, AuszeichnungChartplatzierungen (Jahr, Titel, Musiklabel, Platzierungen, Wochen, Auszeichnungen, Anmerkungen) | Anmerkungen                                                                         |
| Jahr | Titel Musiklabel                         | US | R&B | Anmerkungen                                                                         |
| ---- | ---------------------------------------- | --- | --- | ----------------------------------------------------------------------------------- |
| 1969 | So I Can Love You Volt 6008              | — | R&B43 (4 Wo.)R&B | Erstveröffentlichung: Juni 1969 Produzenten: David Porter, Isaac Hayes              |
| 1976 | Flowers Columbia 34163                   | US45 Gold · (27 Wo.)US | R&B5 (31 Wo.)R&B | Erstveröffentlichung: 11. Mai 1976 Produzenten: Maurice White, Charles Stepney      |
| 1977 | Rejoice Columbia 34762                   | US7 Platin · (33 Wo.)US | R&B1 (32 Wo.)R&B | Erstveröffentlichung: 16. Januar 1977 Produzenten: Maurice White, Clarence McDonald |
| 1977 | Sunshine Stax 4100                       | US88 (15 Wo.)US | R&B39 (18 Wo.)R&B | Erstveröffentlichung: November 1977 zwischen 1972 und 1974 aufgenommen              |
| 1978 | Sunbeam Columbia 35385                   | US40 Gold · (12 Wo.)US | R&B12 (21 Wo.)R&B | Erstveröffentlichung: 7. April 1978 Produzent: Maurice White                        |
| 1979 | Come into Our World ARC / Columbia 36149 | US96 (10 Wo.)US | R&B35 (13 Wo.)R&B | Erstveröffentlichung: Dezember 1979 Produzent: Maurice White                        |
| 1981 | New Affair ARC / Columbia 37456          | US168 (4 Wo.)US | R&B46 (8 Wo.)R&B | Erstveröffentlichung: September 1981 Executive Producer: Maurice White              |
| 1984 | Sincerely Red Label 001                  | — | R&B33 (18 Wo.)R&B | Erstveröffentlichung: April 1984 Executive Producer: Lee Young                      |
| 1985 | If I Only Knew Motown 6136               | — | R&B54 (10 Wo.)R&B | Erstveröffentlichung: April 1985                                                    |

Weitere Studioalben
- 1972: Untouched (Volt 6015)

### Livealben
- 1996: Live in ’96 (Semaphore 50548)

### Kompilationen
| Jahr | Titel Musiklabel                                                  | Höchstplatzierung, Gesamtwochen, AuszeichnungChartplatzierungen (Jahr, Titel, Musiklabel, Platzierungen, Wochen, Auszeichnungen, Anmerkungen) | Höchstplatzierung, Gesamtwochen, AuszeichnungChartplatzierungen (Jahr, Titel, Musiklabel, Platzierungen, Wochen, Auszeichnungen, Anmerkungen) | Anmerkungen                     |
| Jahr | Titel Musiklabel                                                  | US | R&B | Anmerkungen                     |
| ---- | ----------------------------------------------------------------- | --- | --- | ------------------------------- |
| 1996 | Best of My Love: The Best of the Emotions Columbia / Legacy 64823 | — | R&B77 (1 Wo.)R&B | Erstveröffentlichung: März 1996 |

Weitere Kompilationen
- 1979: The Best Of (Stax 3008)
- 1979: Chronicle: Greatest Hits (Stax 4121)
- 1997: The Emotions (Sony Music Special Products 28659)
- 1999: Love Songs (Columbia /Legacy 64632)
- 2002: Super Hits (Columbia /Legacy 86341)
- 2007: Best of the Emotions (2 CDs; Mastercuts Gold 007)
- 2016: Blessed: The Emotions Anthology 1969–1985 (2 CDs; Big Break 0333)

### Singles
| Jahr | Titel Album                                       | Höchstplatzierung, Gesamtwochen, AuszeichnungChartplatzierungen (Jahr, Titel, Album, Platzierungen, Wochen, Auszeichnungen, Anmerkungen) | Höchstplatzierung, Gesamtwochen, AuszeichnungChartplatzierungen (Jahr, Titel, Album, Platzierungen, Wochen, Auszeichnungen, Anmerkungen) | Höchstplatzierung, Gesamtwochen, AuszeichnungChartplatzierungen (Jahr, Titel, Album, Platzierungen, Wochen, Auszeichnungen, Anmerkungen) | Höchstplatzierung, Gesamtwochen, AuszeichnungChartplatzierungen (Jahr, Titel, Album, Platzierungen, Wochen, Auszeichnungen, Anmerkungen) | Höchstplatzierung, Gesamtwochen, AuszeichnungChartplatzierungen (Jahr, Titel, Album, Platzierungen, Wochen, Auszeichnungen, Anmerkungen) | Anmerkungen                                                                                               |
| Jahr | Titel Album                                       | DE | UK | US | R&B | Dance | Anmerkungen                                                                                               |
| ---- | ------------------------------------------------- | --- | --- | --- | --- | --- | --- |
| 1969 | So I Can Love You                                 | — | — | US39 (10 Wo.)US | R&B3 (13 Wo.)R&B | — | Erstveröffentlichung: März 1969 Autor: Sheila Hutchinson-White                                            |
| 1969 | The Best Part of a Love Affair So I Can Love You  | — | — | — | R&B27 (9 Wo.)R&B | — | Erstveröffentlichung: Juli 1969 Autoren: David Porter, Isaac Hayes                                        |
| 1970 | Stealing Love / When Tomorrow Comes –             | — | — | — | R&B40 (14 Wo.)R&B | — | Erstveröffentlichung: November 1969 Autoren: David Porter, Isaac Hayes                                    |
| 1970 | Heart Association –                               | — | — | — | R&B29 (7 Wo.)R&B | — | Erstveröffentlichung: Juli 1970 Autor: Vince Willis                                                       |
| 1971 | You Make Me Want to Love You –                    | — | — | — | R&B47 (3 Wo.)R&B | — | Erstveröffentlichung: März 1971 Autoren: Bettye Crutcher, Bobby Manuel                                    |
| 1971 | Show Me How Untouched                             | — | — | US52 (14 Wo.)US | R&B13 (18 Wo.)R&B | — | Erstveröffentlichung: August 1971 Autoren: David Porter, Isaac Hayes                                      |
| 1972 | My Honey and Me –                                 | — | — | — | R&B18 (8 Wo.)R&B | — | Erstveröffentlichung: März 1972 Autoren: Luther Ingram, John McFarland Original: Luther Ingram, 1969      |
| 1972 | I Could Never Be Happy –                          | — | — | US93 (5 Wo.)US | R&B23 (10 Wo.)R&B | — | Erstveröffentlichung: Juni 1972 Autoren: Carl Hampton, Homer Banks, Raymond Jackson                       |
| 1973 | From Toys to Boys –                               | — | — | — | R&B37 (4 Wo.)R&B | — | Erstveröffentlichung: November 1972 Autoren: Carl Hampton, Homer Banks, Raymond Jackson                   |
| 1973 | Runnin’ Back (And Forth) Sunshine                 | — | — | — | R&B91 (2 Wo.)R&B | — | Erstveröffentlichung: Juli 1973 Autoren: Eddie Floyd, Mack Rice                                           |
| 1974 | Put a Little Love Away Sunshine                   | — | — | US73 (6 Wo.)US | R&B53 (7 Wo.)R&B | — | Erstveröffentlichung: Februar 1974 Autoren: Brian Potter, Dennis Lambert Original: The Four Tops, 1972    |
| 1974 | Baby, I’m Through Sunshine                        | — | — | — | R&B59 (8 Wo.)R&B | — | Erstveröffentlichung: August 1974 Autor: Jo Hutchinson                                                    |
| 1976 | Flowers                                           | — | — | US74 (10 Wo.)US | R&B16 (18 Wo.)R&B | — | Erstveröffentlichung: Mai 1976 Autoren: Al McKay, Maurice White                                           |
| 1976 | I Don’t Wanna Lose Your Love Flowers              | — | UK40 (5 Wo.)UK | US51 (12 Wo.)US | R&B13 (19 Wo.)R&B | Dance4 (28 Wo.)Dance | B-Seite von Flowers Autoren: Jeanette Hawes, Wanda Hutchinson                                             |
| 1977 | Best of My Love Rejoice                           | — | UK4 Gold · (10 Wo.)UK | US1 Platin · (23 Wo.)US | R&B1 (22 Wo.)R&B | Dance11 (16 Wo.)Dance | Erstveröffentlichung: 7. Mai 1977 Grammy (R&B-Gesangsgruppe) Autoren: Al McKay, Maurice White             |
| 1977 | Don’t Ask My Neighbors Rejoice                    | — | — | US44 (13 Wo.)US | R&B7 (17 Wo.)R&B | — | Erstveröffentlichung: September 1977 Autor: Skip Scarborough                                              |
| 1977 | Shouting Out Love Sunshine                        | — | — | — | R&B31 (18 Wo.)R&B | — | Erstveröffentlichung: Oktober 1977 Autoren: Carl Smith, Lieutenant Wilks                                  |
| 1978 | Smile Sunbeam                                     | — | — | — | R&B6 (14 Wo.)R&B | — | Erstveröffentlichung: Juli 1978 Autoren: Al McKay, Maurice White                                          |
| 1978 | Whole Lot of Shakin’ Sunbeam                      | — | — | — | R&B44 (9 Wo.)R&B | — | Erstveröffentlichung: Oktober 1978 Autoren: Al McKay, Maurice White                                       |
| 1979 | Walking the Line Sunbeam                          | — | — | — | R&B58 (7 Wo.)R&B | — | Erstveröffentlichung: Dezember 1978 Autoren: Skip Scarborough, Maurice White                              |
| 1979 | Boogie Wonderland I Am                            | DE25 (11 Wo.)DE | UK4 Platin · (13 Wo.)UK | US6 Gold · (16 Wo.)US | R&B2 (13 Wo.)R&B | Dance14 (17 Wo.)Dance | Erstveröffentlichung: 20. März 1979 Earth, Wind and Fire feat. The Emotions Autor: Jon Lind, Allee Willis |
| 1979 | What’s The Name of Your Love? Come into Our World | — | — | — | R&B30 (12 Wo.)R&B | — | Erstveröffentlichung: November 1979 Autoren: Allee Willis, David Foster, Maurice White                    |
| 1980 | Come into Our World                               | — | — | — | — | Dance95 (4 Wo.)Dance | Erstveröffentlichung: Dezember 1979 als Albumtrack platziert Autoren: Wanda Hutchinson, Wayne Vaughn      |
| 1980 | Where Is Your Love? Come into Our World           | — | — | — | R&B75 (6 Wo.)R&B | — | Erstveröffentlichung: Februar 1980 Autor: Ross Vannelli                                                   |
| 1981 | Turn It Out New Affair                            | — | — | — | R&B48 (10 Wo.)R&B | Dance50 (7 Wo.)Dance | Erstveröffentlichung: Juli 1981 Autor: Wayne Vaughn                                                       |
| 1981 | Now That I Know New Affair                        | — | — | — | R&B68 (7 Wo.)R&B | — | Erstveröffentlichung: Oktober 1981 Autoren: Gary Poirot, Jeff Hull, Stephen Landau                        |
| 1984 | You’re the One Sincerely                          | — | — | — | R&B34 (11 Wo.)R&B | — | Erstveröffentlichung: März 1984 Autoren: Billy Osborne, Zane Giles                                        |
| 1984 | You’re the Best Sincerely                         | — | — | — | R&B52 (9 Wo.)R&B | Dance33 (9 Wo.)Dance | Erstveröffentlichung: Juli 1984 Autoren: Billy Osborne, Zane Giles                                        |
| 1984 | Are You Through with My Heart Sincerely           | — | — | — | R&B87 (4 Wo.)R&B | — | Erstveröffentlichung: September 1984 Autoren: Danni Johnson, Keg Johnson, Marlo Henderson, Pat Henderson  |

grau schraffiert: keine Chartdaten aus diesem Jahr verfügbar
Weitere Singles
- 1967: I Can’t Stand No More Heart Aches
- 1968: Somebody New
- 1968: I Can’t Control These Emotions
- 1968: I Love You but I’ll Leave You
- 1970: Black Christmas
- 1971: If You Think It (You May as Well Do It)
- 1973: Peace Be Still
- 1974: There Are More Questions Than Answers
- 1978: What Do the Lonely Do at Christmas
- 1985: Miss Your Love
- 1985: If I Only Knew Then (What I Know Now)
- 1999: Boogie Wonderland (Stretch & Vern Remix) (Earth, Wind and Fire mit The Emotions)